# III съезд КПК
III съезд Коммунистической партии Китая прошёл 12 — 20 июня 1923 года в Гуанчжоу. Присутствовало более 30 делегатов, представлявших 432 членов КПК.

## Обсуждаемые вопросы
Основными вопросами повестки дня съезда были вопрос об отношении к Гоминьдану и роли КПК в антиимпериалистической и антифеодальной революции. Исполком Коминтерна в своей резолюции от 12 января 1923 года, а также письме к III съезду КПК (май 1923 года) обращал внимание компартии Китая на необходимость создания единого фронта и важность решения крестьянского вопроса. В ходе съезда тогдашний лидер КПК Чэнь Дусю отстаивал точку зрения, что буржуазно-демократической революцией в Китае должна руководить только буржуазия, а пролетариат может оказывать революции лишь пассивную поддержку. С другой стороны, так называемые «левые», позицию которых на съезде озвучил Чжан Готао, отвергали тактику единого фронта, считая рабочий класс единственной революционной силой.

## Последствия
Третий съезд КПК принял решение о вступлении коммунистов в гоминьдан в целях создания единого революционного фронта и принял декларацию, содержавшую критику ошибочных установок гоминьдана. Эта декларация оказала существенное влияние на руководителей гоминьдана, в частности, на Сунь Ятсена, который установил сотрудничество с КПК и осенью 1923 года проводил реорганизацию гоминьдана на основе сотрудничества с коммунистами.
Съезд избрал Центральный исполнительный комитет КПК, который, в свою очередь, избрал Центральное бюро, в состав которого вошли Чэнь Дусю, Мао Цзэдун, Ло Чжанлун, Цай Хэсэнь, Тань Пиншань. Председателем был избран Чэнь Дусю.